# Sana Dreifaltigkeits-Krankenhaus Köln
Das Sana Dreifaltigkeits-Krankenhaus Köln in Köln-Braunsfeld ist ein im Jahre 1909 gegründetes Krankenhaus.

## Geschichte
Das Dreifaltigkeits-Krankenhaus in Köln war eine von drei Einrichtungen der Cherubine-Willimann-Stiftung Arenberg.
Cherubine Willimann war die Gründerin der Ordensgemeinschaft der Arenberger Dominikanerinnen. Diese eröffneten im Jahr 1909 für sechzig „chirurgische und Interne Patienten“ das Haus an der Aachener Straße. Träger der Einrichtung war der Orden der Schwestern, die bereits seit dem Jahr 1890 in der Kölner Mittelstraße (Stift St. Agnes) ein Asyl für weibliche Personen „aller Stände“ unterhalten hatten.
1909 hat man als allgemeines Krankenhaus mit mehreren Fachabteilungen gearbeitet, bis man 1977 zur Klinik für Orthopädie und Sporttraumatologie wurde, die 1980 mit Möglichkeit zu einer umfassenden physikalischen Therapie unter Verwendung apparativer Hilfen ausgebaut wurde.
Seit 1982 arbeitet man mit der Deutschen Sporthochschule Köln (beispielsweise bei der Betreuung von Hochleistungssportlern) zusammen und wurde 1998 offizieller Kooperationspartner. Im Jahr 1999 ging das Krankenhaus eine Kooperation mit dem Olympiastützpunkt Köln ein; seit 2004 kooperiert man zusätzlich mit der Rheinischen Fachhochschule Köln, der Ford-BKK (Implementierung der integrierten Versorgung unter der Marke ViTep), der Louise von Marillak-Schule und der St.-Elisabeth-Krankenhaus-GmbH in Köln in Bezug auf die praktische Ausbildung in der Gesundheits- und Krankenpflege.
Von 1985 bis 1997 wurden Renovierungsarbeiten (Küche, Nasszellen, OP, Schwimmbad) durchgeführt. 1994 wurde eine ambulante Rehabilitation eingerichtet und 1995 der Rehabilitations-Bereich auf 1.000 Quadratmeter ausgebaut.
1996 gab es eine konzeptionelle Änderung mit der Errichtung einer stationären Rehabilitation nach Paragraph 111 SGB V mit 20 stationären Rehabilitationsbetten.
Seit 2012 werden die Stationen des Krankenhauses kontinuierlich modernisiert. Neben neuen Zimmern, Modernisierung der Technik, werden einzelne Abteilungen umstrukturiert und erneuert.
Dazu zählt auch eine neue Außenfassade des Krankenhauses.
Der Umbau des Krankenhauses soll voraussichtlich 2018 abgeschlossen sein.
Das 100-jährige Jubiläum wurde 2009 begangen.

## Heutige Schwerpunkte der medizinischen Leistungen
Das Krankenhaus ist eine Fachklinik für Orthopädie und Sporttraumatologie und verfügt über folgende Schwerpunkte:
- Fuß-/Sprunggelenk
- Hand-/Ellenbogengelenk
- Hüftgelenk
- Kniegelenk
- Schultergelenk
- Sporttraumatologie
- Unfallchirurgie
- Wirbelsäule

## Allgemeine Informationen
Im Krankenhaus stehen 80 Planbetten und 20 Betten für die Stationäre Reha zur Verfügung. Jährlich werden 17.000 Patienten ambulant versorgt und 3700 Operationen im Krankenhaus durchgeführt.